# Монофтонг
Монофто́нг (др.-греч. μόνος — один и φθόγγος — звук) — гласный звук, не распадающийся на два элемента. Противоположности: дифтонг, трифтонг. Во время произношения звука монофтонга артикуляция речевого аппарата стабильна и неизменна весь период звучания.
В латинском алфавите приведены буквы, обозначающие монофтонги. Их всего шесть: a, e, i, o, u, y; читаются эти монофтонги так же, как и пишутся.
В английском языке монофтонги — гласные с устойчивой (неподвижной) артикуляцией: [i:], [ɪ], [ʊ], [u:], [ɛ], [ə], [ɜ], [ɔ], [ɔ:], [æ], [ʌ], [ɑ:]. Всего 12 монофтонгов.
Помимо артикуляционно и акустически однородных монофтонгов выделяют дифтонгоидные (неоднородные) монофтонги. Дифтонгоидные монофтонги складываются как и дифтонги из двух элементов, но при этом в отличие от дифтонгов характеризуются незначительной длительностью переходного звука. Формированию дифтонгоидных монофтонгов способствуют окружающие гласный согласные. Так, например, в русском языке условием возникновения дифтонгоидности может являться наличие предшествующего мягкого согласного: в слове «мял» перед мягким согласным [м’] у монофтонга [а] образуется [i]-образное начало — [m’ial], но [mal] «мал».